# Let Them Talk (Stone Fury)
Let Them Talk è il secondo album in studio degli Stone Fury, uscito nel 1986 per l'Etichetta discografica MCA Records.

## Tracce
1. Too Late (Wolf, Gowdy) 4:26
2. Lies on the Run (Wolf, Gowdy) 4:00
3. Let Them Talk (Wolf, Gowdy) 4:04
4. Babe (Wolf, Gowdy) 3:56
5. Eye of the Storm (Wolf, Gowdy) 4:30
6. Doin' What I Feel (Wolf, Gowdy) 3:34
7. Let the Time Take Care (Wolf, Gowdy) 4:00
8. I Should Have Told You (Wolf, Gowdy) 4:24
9. Stay (Wolf, Gowdy) 4:24

## Formazione
- Lenny Wolf - voce, chitarra
- Bruce Gowdy - chitarra solista, tastiere, cori
- Dean Cortez - basso
- Vinnie Colaiuta - batteria

### Altri musicisti
- Alan Pasqua - tastiere